# Mort de Gabby Petito
Gabrielle Venora Petito (19 de març de 1999 – c. 30 d'agost de 2021) fou una dona estatunidenca que va desaparèixer entre el 27 i el 30 d'agost de 2021, mentre feia vida en una furgoneta i viatjava a través dels Estats Units amb el seu promès Brian Christopher Laundrie. El cas agafà notorietat quan Laundrie va retornar de Wyoming a Florida sol cap a l’1 de setembre amb la seva furgoneta Ford Transit Connecta del 2012, rebutjant parlar sobre els rumors al voltant de Petito. Les restes de Gabrielle van ser trobades al bosc de Bridger–Teton National Forest a Wyoming el 19 de setembre de 2021, on els resultats preliminars de l'autòpsia van determinar que la seva mort era per homicidi.
Els assumptes de la parella reben un gran focus d'atenció pública a causa de la quantitat d'àudio i documentació de vídeo i informació logística sobre els seus viatges, incloent-hi el seu propi intercanvi de correus, una gravacuó de vídeo de càmera dels cossos policials en que es veia una disputa domèstica de la parella, enregistraments de trucades al telèfon d'emergències 911 i tot d'observacions als seus comptes en plataformes de mitjans de comunicació socials.
Després que Laundrie va ser posat sota sospita i subjecte d'interès en el cas, els seus pares van dir que va anar a fer senderisme en una reserva forestal el 14 de setembre, i que no se l'havia vist de llavors ençà. El 22 de setembre de 2021, l'Agència Federal d'Investigació (FBI) va emetre una ordre d'arrest per Laundrie amb els càrrecs de frau en una targeta de dèbit després que fes retirades de diners del banc utilitzant la targeta d'algú altre.

## Rerefons
Gabrielle Venora Petito, de Blue Point (Nova York), va conèixer el seu promès, Brian Christopher Laundrie, mentre assistien a l'escola Bayport-Blue Point High School de Long Island, a Suffolk County (Nova York). L'any 2013, ella i el seu germanastre van aparèixer en un vídeo musical per despertar la conscienciació al voltant de la violència de les pistoles. Petito es graduà a l'institut el 2017. Van començar a sortir formalment el 2019 i es traslladaren amb els pares de Laundrie a North Port, a Sarasota County aquell mateix any. Per estalviar diners per al viatge, Petito, el gran de sis germans i germanastres, va treballar a Florida com a tècnic de farmàcia. Petito i Laundrie van aconseguir casar-se el juliol de 2020. I el 17 de juny de 2021, eren tots dos a Blue Point per la cerimònia de graduació del germà de Petito el 2 de juliol de 2021. Llavors marxaren de Blue Point en una furgoneta Ford Transit Connect del 2012 convertida en un camper per realitzar una travessia de quatre mesos pel país en viatge de caravana. La parella va documentar el seu viatge amb el compte que tenia Petito a YouTube així com als seus comptes d'Instagram.

### Incidents de baralles domèstiques

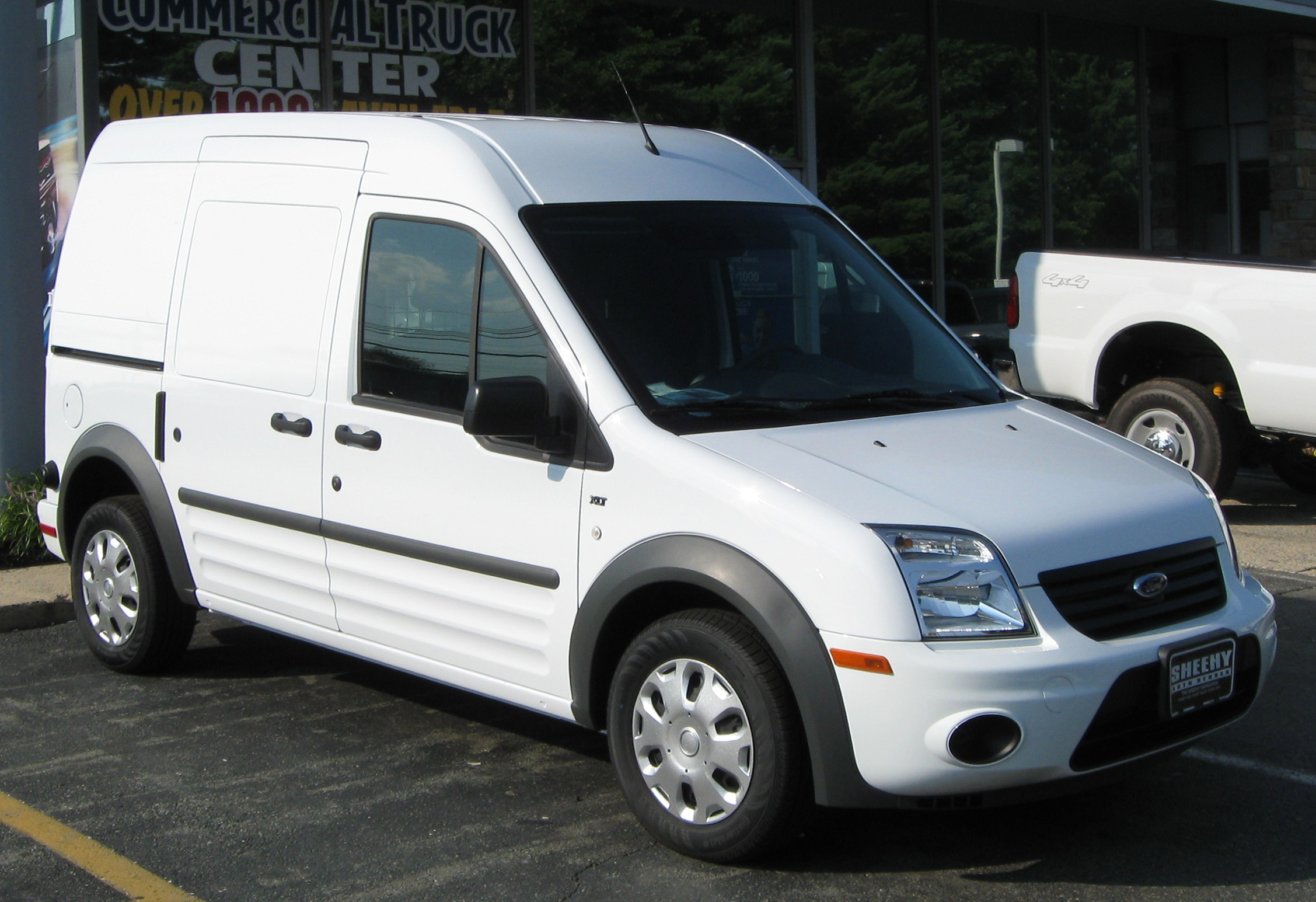
Laundrie i Petito viatjaven en una furgoneta similar a la Ford Transit Connecta del 2012 similar a la de la fotografia.

El 12 d'agost de 2021, un testimoni va trucar al telèfon d'emergències 911 denunciant que una parella s'estava barallant a la ciutat de Moab (Utah), davant de la Moonflower Community Cooperative. El testimoni va dir que havia vist com un home donava una bufetada a una dona, i després la dona corria amunt i avall per la vorera, l'home la colpejava un altre cop i tot seguit marxaven conduint un vehicle. Més tard la parella serien identificats com Laundrie i Petito.
Més tard, un testimoni diferent va descriure altres parts de l'incident a Moonflower en una declaració a la policia que va dir com Petito i Laundrie parlaven de forma "agressiva" i que Petito "li pegava al braç". El testimoni va dir que semblava que Laundrie estava intentant deixar Petito i portar-se el telèfon amb ell abans que Petito acabés pujant al seient del conductor, passant al seient del passatger i preguntant "Per què has de ser tan dolent?" i després van marxar.
Quan policia va respondre, forçaren una aturada del trànsit de la furgoneta prop de l'entrada a Parc Nacional dels Arcs i trobaren a Petito plorant molt fort al seient del passatge, on ella els va explicar que estava passant per molts problemes personals. L'agent de policia ho anotà que "en un punt de les indagacions Gabrielle no parava de plorar, respirar molt fort, i era incapaç d'estructurar cap frase sense deixar caure llàgrimes, mocar-se el nas, o fregar-se els genolls amb les seves mans".
Petito va explicar a l'agent de policia que havien estat discutint sobre la neteja excessiva de la furgoneta, i digué que "tinc alguns dies realment dolents de trastorn obsessivocompulsiu, i que era tan estricta amb la neteja que s'havia de disculpar perquè arribava a frustrar-se". El pare de Petito digué que mai la van diagnosticar amb trastorn obsessivocompulsiu i que ella ho va utilitzar de motiu dissuasiu en l'interrogatori.
Les gravacions amb la càmera de cos d'un altre agent es publicaren el 30 de setembre. Petito va menysvalorar l'altercat, però l'agent de policia remarcà les marques al braç d'ella i la va animar a "sincerar-se". Ella confessà que ell li havia cridat "que callés" i que li va "tocar la cara" i que tenia un tall dient que l'havia cremat també. Petito va dir l'agent que li va colpejar primer, i va demanar als agents que no els separessin. Laundrie declarà a l'agent que Petito "treballava massa" i que ell només provava de convèncer-lla que es calmés.
Laundrie digué que havien estat discutint i que la tensió emocional havia anat escalant a mesura que anaven viatjant junts de 4 a 5 setmanes. Tots dos van acordar que Petito havia colpejat Laundrie, ja que estava preocupada perquè la deixés sola i encallada després de pujar a la furgoneta. A l'informe, els agents van escriure que "l'home va intentar crear distància dient a Gabby que fes un passeig per calmar-se... Ella no volia separar-se d'ell i va donar-li una bufetada. Ell la va agafar per la cara i la va empènyer enrere davant d'ell i contra la furgoneta".
Ni Petito ni Laundrie van voler càrrecs arran de l'incident i la policia van acordar que Laundrie passés una nit al Bowen Motel de Moab, i que Petito es quedaria a la furgoneta, separant els dos després de l'incident, per tal de reconduir la situació de trencament i ruptura emocional més que violència domèstica.
Les gravacions de les càmeres corporals de la policia que enregistraren Laundrie i Petito, foren publicades el 16 de setembre següent. El Departament de Policia de la ciutat de Moab va anunciar el 23 de setembre que s'investigaria si els agents havien manejat el cas d'acord amb les polítiques del departament policial.

## Desaparició
El 24 d'agost de 2021, segons el personal dels establiments, Petito passà un temps a Fairfield Inn and Suites, un hotel prop de Salt Lake City International Airport.
La mare de Petito digué que la seva filla li havia dit que viatjarien de Salt Lake City al Parc Nacional de Yellowstone i varen tenir una videotrucada per FaceTime als voltants del 24 d'agost de 24 d'agost de 2021; Petito digué que estava al Parc Nacional de Grand Teton al nord-oest de Wyoming. El 25 d'agost, un missatge final va ser publicat al compte d'Instagram de Petito, on es veia una papallona al mur exterior d'un restaurant d'Ogden (Utah). També Petito va continuar enviant missatges de text a la seva mare fins al 30 d'agost. El 27 d'agost, un missatge de text va ser enviat a la seva mare dient "Pots ajudar Stan, només estic rebent missatges de veu i trucades perdudes". El text va aixecar preocupacions a la mare de Petito, qui va dir que Stan era el seu avi i que Petito mai s'havia referit a ell pel seu primer nom.
L'últim missatge es va enviar el 30 d'agost, dient "Sense servei a Yosemite". La seva mare expressà incertesa sobre qui podia estar enviant aquells missatges. Els detectius creuen que Petito va desaparèixer en algun moment entre el 27 i el 30 d'agost.
Un cert nombre de testimonis van fer públic a les xarxes socials que havien tingut encontres amb la parella o la seva furgoneta, sobretot a TikTok i YouTube. I cert nombre d'aquests testimonis va declarar també que ja havien contactat amb les forces de seguretat per informar-les.
- Un testimoni va afirmar que, el 27 d'agost, entre les 13:00 i les 14:00, va veure junts a Laundrie i Petito al Merry Piglets, un restaurant tex-mex de Jackson Hole, Wyoming. Segons el testimoni, Laundrie va discutir amb el gerent, la cambrera i l'hostessa, pel que sembla, sobre diners i va ser "agressiu". El testimoni va dir que després va veure a Petito tornar al restaurant, plorant i demanant disculpes pel comportament de Laundrie. El personal del restaurant va confirmar a través d'Instagram que Laundrie i Petito eren efectivament al restaurant.[33][34]

- Els operadors d'un destacat canal de YouTube de RV van publicar imatges de la càmera de GoPro capturades a partir del 27 d'agost,[35] mostrant una furgoneta blanca que coincideix amb la descripció de la qual Petito i Laundrie conduïen. El vídeo provenia de la zona d’acampada dispersa Spread Creek del bosc nacional de Bridger – Teton (a 43° 46′ 18″ N, 110° 29′ 16″ O / 43.77167°N,110.48778°O) a Wyoming, a prop del parc nacional Grand Teton. Interessat inicialment per la matrícula de la furgoneta blanca com a indicador d’un company de viatge de Florida, un dels testimonis va dir que van veure la furgoneta cap a les 18:00 i la van veure una vegada més quan van tornar a la zona més tard aquella nit.[36]

- Un altre testimoni va dir que va informar el FBI de les activitats i les coordenades exactes d'una furgoneta blanca de moviment lent i d'un jove "genèric" blanc "que actuava estrany" a prop de la zona de càmping dispersa Spread Creek del bosc nacional de Bridger-Teton, al Grand Teton National. Aparcada els dies 26, 27 i possiblement el 28 d’agost. Va publicar un vídeo a TikTok amb les seves observacions. Segons el testimoni, un agent de l'FBI va dir que el seu relat "ens va donar el lloc adequat".[37]

- Una dona va afirmar en un vídeo de TikTok que el 29 d’agost ella i el seu xicot van donar a Laundrie una volta amb el cotxe des d’una zona propera a Colter Bay Village, després de veure’l fent autoestop tot sol.[38] Va dir que quan Laundrie es va assabentar que anaven a Jackson Hole en lloc de Jackson, Wyoming, ell va "flipar", va demanar que el vehicle s'aturés i sortís a les 18:09 prop de la presa de Jackson Lake, menys de 30 minuts després de ser recollit. També li va semblar "estrany" que Laundrie oferís 200 dòlars americans per 10 milles (16 km) i no semblava estar molt brut, tot i afirmar que feia dies que acampava.[39][40]

- Un altre testimoni va declarar que va recollir a Laundrie, que feia autostop, de la zona de la presa de Jackson a les 18:20 o a les 18:30 el 29 d’agost i el va deixar a l'entrada de la zona de càmping dispers Spread Creek. Va oferir diners de la gasolina durant els 20 minuts de trajecte, però no va voler ser portat més enllà de l'entrada del càmping, que es trobava a diversos quilòmetres de la furgoneta. Segons el testimoni, Laundrie va actuar de manera "molesta" per baixar del vehicle abans que s'acostés al càmping.[41][42]

L'1 de setembre de 2021, Laundrie va tornar a casa dels seus pares a North Port (Florida), amb la furgoneta blanca on viatjaven ell i Petito. Petito no estava amb ell. Els dies 6 i 7 de setembre de 2021, Laundrie i els seus pares van anar de campament al parc Fort De Soto, al comtat de Pinellas (Florida). L'advocat de la família va dir que la família va deixar el campament junts.

## Investigació

### Denúncia de la desaparició de Petito i la desaparició de Laundrie
L'11 de setembre, la mare de Petito va presentar un informe de desaparició en relació amb Petito, després de no tenir notícies d'ella des de finals d'agost. El 14 de setembre, la policia va confiscar la furgoneta de la casa familiar de Laundrie per buscar proves addicionals. Els tècnics de l'escena del delicte van trobar un disc dur extern que posteriorment es va examinar com a part d’una ordre de recerca.
El 15 de setembre, Laundrie va ser nomenada persona d’interès. Els pares de Laundrie es van negar a parlar amb la policia o la família de Petito i van contractar un advocat que els va aconsellar que callessin. Dos dies més tard, el 17 de setembre, els seus pares van informar que Laundrie era una persona desapareguda després que presumptament no en tingueren notícies des del 14 de setembre. Segons la informació de la família Laundrie sobre la seva possible localització, l’FBI i la policia van buscar Laundrie en els 25.000 acres (100 km) de Carlton Reserve, un parc del comtat de Sarasota a 13 milles (21 km) al nord-oest de North Port.
El 17 de setembre, el Gran Xèrif del Comtat va declarar que es va determinar que un doble homicidi recent que també va tenir lloc a Moab no tenia relació amb la desaparició de Petito.

### Descobriment i identificació de Petito
El 19 de setembre de 2021, es van trobar restes humanes a prop del darrer lloc conegut de Petito, a la zona d’acampada dispersa de Spread Creek, del bosc nacional de Bridger-Teton, al parc nacional de Grand Teton, no gaire lluny d’on s’havia observat anteriorment la furgoneta. Les restes coincidien amb la descripció de Petito i es confirmà la seva identitat. Els resultats preliminars d'una autòpsia van determinar que la forma de mort era un homicidi, a l'espera d'un informe final.

### Més investigació
El 20 de setembre, l’FBI va dur a terme una ordre d’escorcoll a casa de Laundrie, declarant-ho com una investigació de l'escena del crim. Les autoritats van remolcar el Ford Mustang de la família des del camí d’entrada de la casa. La Força de Recuperació Subaquàtica del Comtat de Sarasota va ser cridada el 22 de setembre per ajudar en la recerca a la Reserva Carlton. El 21 de setembre, el governador de Florida, Ron DeSantis, va declarar que dirigia totes les agències estatals per ajudar a la recerca de Laundrie.
El 23 de setembre, l'FBI de Denver va anunciar que "el tribunal de districte dels Estats Units de Wyoming va dictar una ordre d'arrest federal per a Brian Christopher Laundrie d'acord amb una acusació del gran jurat federal relacionada amb les activitats del senyor Laundrie després de la mort de Gabrielle Petito", declarant oficialment que la investigació sobre Laundrie era per motius criminals. L'acusació del gran jurat especificava un càrrec d’"intenció de defraudar" relacionat amb l'ús no autoritzat d'una targeta de dèbit Capital One, indicant que Laundrie va utilitzar la targeta per obtenir 1.000 dòlars EUA o més entre el 30 d'agost i l'1 de setembre. Més tard, l'FBI va tornar a casa de Laundrie, buscant material que coincidís amb l'ADN de Laundrie.

### Recerca i mort de Laundrie
El 5 d'octubre, en una entrevista amb ABC News, la germana de Laundrie va animar el seu germà Brian Laundrie perquè s'entregués a les autoritats.
El 7 d'octubre, el pare de Laundrie es va unir als investigadors a la recerca per la reserva de Carlton Reserve. Els agents de l'FBI, la policia i els Laundrie van buscar Brian a les zones que solia freqüentar a la reserva Carlton i al parc forestal adjacent Myakkahatchee Creek. El 20 d'octubre, les restes de Laundrie foren trobades i confirmades per l'odontologia forense, i algunes de les seves pertinences van ser trobades al parc en una zona que havia estat recentment sota l'aigua a causa de les inundacions.
El 21 de gener de 2022 el FBI publicà que s'havia trobat una confessió de Brian Laundrie dient que va matar Gabby Petito. Al seu diari personal, Brian reconeixia ser l'autor del crim.

## Cobertura mediàtica i interès públic

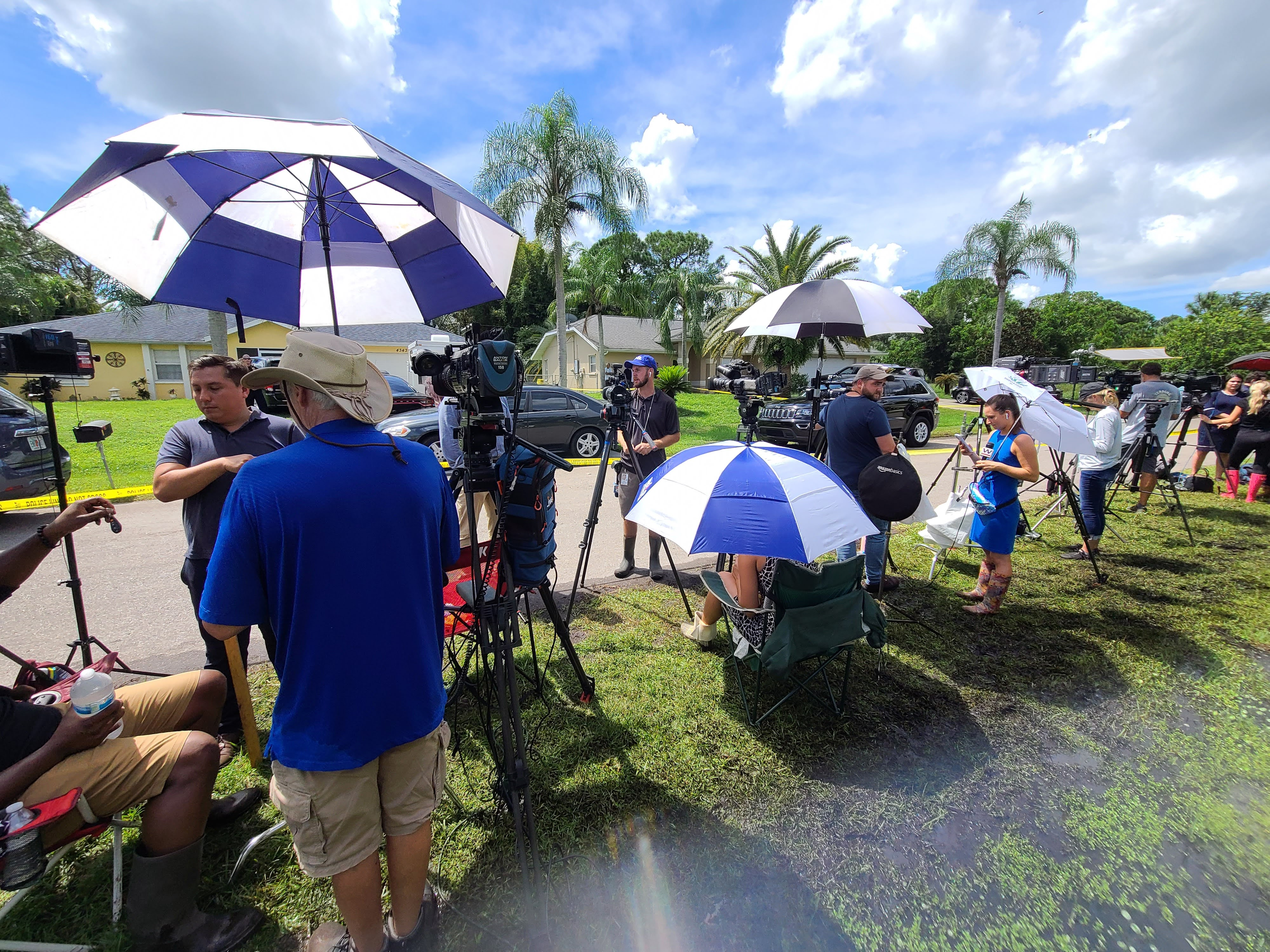
Membres dels mitjans de comunicació a l'exterior de la casa de la família Laundrie a North Port, Florida, el 20 de setembre de 2021.

A diferència de la majoria de casos de persones desaparegudes, la cerca de Petito va despertar un gran interès per part del públic i, en conseqüència, va tenir una gran cobertura a les notícies i a les xarxes socials. La participació pública en el cas va incloure testimonis que publicaven els seus comptes directes de testimonis oculars a les xarxes socials, o que participaven en protestes fora de la casa de Laundrie o en vetlles d'espelmes per Petito.
S'ha atribuït un major interès per la història a diversos factors. La negativa de Laundrie i els seus pares a comentar sobre l'estat desconegut de Petito quan van ser pressionats pels seus pares va atreure una important atenció mediàtica. La quantitat de contingut multimèdia al voltant del seu estil de vida en furgoneta d'acampada; les imatges de vídeo de la parada de trànsit de Moab, Utah; les imatges d’àudio de la trucada d’emergència 9-1-1; i les publicacions en vídeo dels testimonis de les xarxes socials van proporcionar una gran quantitat de proves disponibles públicament. A més, la història d'una parella "jove i atractiva" en una "excursió romàntica que va sortir malament", i l'anàlisi de la relació i la possible violència domèstica es van convertir en objecte de moltes discussions. Diversos comentaristes van assenyalar l’increment general de l’interès per la programació de podcasts de televisió i podcast sobre crims reals.
El creixent interès pel cas Petito també ha conduït a la consciència d'altres casos de persones desaparegudes. Durant una roda de premsa, els pares de Petito van demanar al públic que ajudés les autoritats a trobar altres persones desaparegudes. La cobertura informativa del cas Petito va motivar els testimonis a donar consells que van conduir al descobriment de les restes d’una altra persona desapareguda a Wyoming en un cas no relacionat.
Alguns comentaristes van citar la desproporcionada cobertura mediàtica en el cas com a exemple de la síndrome de la dona blanca desapareguda, o l’èmfasi excessiu de les notícies sobre individus en funció de la seva raça, gènere, edat o aparença. En comparar el cas de Petito amb altres, diversos mitjans van assenyalar la manca relativa d’atenció dels mitjans de comunicació cap als aproximadament 710 indígenes de Wyoming que s’havien denunciat com desapareguts entre el 2011 i el 2020. Part de l'atenció al cas s'ha caracteritzat per ser insensible, poc útil, amb motivacions econòmiques o per buscar una major exposició a les xarxes socials. També ha conduït a la difusió de la informació falsa.